# Callulops comptus
Callulops comptus är en groddjursart som först beskrevs av Richard G. Zweifel 1972.  Callulops comptus ingår i släktet Callulops och familjen Microhylidae. IUCN kategoriserar arten globalt som livskraftig. Inga underarter finns listade.